# هانس روتی
هانس روتی (انگلیسی: Hans Lüthi؛ زادهٔ ۱۵ مارس ۱۹۳۹) دوچرخه‌سوار اهل سوئیس است.